# Yacimiento arqueológico del Molino Manzánez
El Yacimiento arqueológico del Molino Manzánez está situado  en las proximidades de Alconchel, al suroeste de Badajoz, en una zona cercana a la frontera con Portugal, en la orilla izquierda del río Guadiana que en la actualidad está inundada por la presa de Alqueva. El Molino Manzánez es una construcción del siglo XVI situada a la margen izquierda del río Guadiana, es decir, en la margen española y muy cercano  a la localidad de  Cheles. En los alrededores de esta se encontraron y documentaron hasta 570 rocas, en su gran mayoría pizarras, con grabados rupestres de diversas épocas. En unos dos km de margen y cauce aledaño se encontraron 4707 figuras.
Para evitar el daño de las tallas quedasen sumergidas y perdidas para siempre bajo el agua, el gobierno de  portugués proyectó una primera campaña de rescate con el objetivo de documentar las tallas. Los estudios se realizaron en los meses de enero, febrero, junio, septiembre y octubre de 2001. Durante estos meses se estudiaron 570 lugares de arte rupestre con más de 5000 motivos grabados del paleolítico y  post paleolíticos.

## Cronología
Dada la cantidad de figuras encontradas en el Molino Manzánez está considerada como la más prolífica de la cuenca del río Guadiana.

## Estudios realizados
La distribución de estas tallas en todo el complejo es irregular. Existen áreas de mayor concentración, topográficamente más elevadas, denominadas «sectores». Los nombres de estos sectores son: Molino da Volta, Camelo, Mariposas, Molino, Isla Molino, Espadas, Isla Nueva, Grilling, Heineken, Simpson, Comecocos, Cangrejos y Friegamufioz. Los sectores están separados por espacios vacíos o escasamente tallados. Al mismo tiempo se puede establecer un sistema de diferenciación entre áreas según su distancia al cauce del río. El primer área está constituida por los sitios que, en caso de inundación natural del río, permanecerán dentro del cauce del río o en la orilla del río. En estos casos, las tallas presentan signos de degradación y en numerosos casos la superficie de la roca queda cubierta por capas de barro. El segundo área presenta el mayor número de tallas y está constituida por los sitios que podrían ser cubiertos por el río sólo en ocasiones excepcionales durante la temporada de lluvias. La tercera zona reúne a las que se encuentran lejos de la orilla del río y en el alto de sus márgenes, que por lo general permanecen salvo los efectos del agua.
En este caso de excepcional elevación del nivel, las razones de la parcial o incluso la probable destrucción masiva de tallas
son la degradación térmica de la roca, lo que aumentaría la exfoliación de todas esas superficies adecuadas para contener representaciones. Los soportes utilizados fueron, en el 95% de los casos, superficies rectas subhorizontales, con diferentes inclinaciones; wirh gris oscuro o patina roja, y muchas dimensiones diferentes. También hay tallas sobre soportes verticales, pero estos son casos excepcionales muy esquemáticos y motivos aislados. 
Normalmente, son de trazo fino aunque también se han documentado técnicas de golpes suaves. Es posible que las diferentes exfoliaciones del soporte, mucho más intensivo en las superficies verticales, contribuyeron a la pérdida de muchas tallas.

## Técnicas de grabado
Se han documentado dos técnicas diferentes en el complejo de Molino Manzánez.

### Técnica de grabado lineal o filiforme
Puede aparecer aislada, como una técnica exclusiva para realizar motivos en una superficie de roca, o bien para combinar con técnica del piqueteado. Este fenómeno motiva las superposiciones habituales de las figuras. En
En cualquiera de estos casos se podría suponer que ambos tipos de representación formaban parte mismo mensaje  iconográfico. Sin embargo, las superposiciones son escasos, sobre todo los de motivos picoteados sobre figuras liniales. Por otra parte, no se ha detectado el uso conjunto de ambas técnicas en la misma figura.

### Técnica del grabado por repiqueteado
En este caso, la figura se obtiene de forma más o menos continua mediante la percusión indirecta de un objeto afilado que se apoya en la roca. En la técnica del piqueteado se esboza la forma de la figura. tampoco se ha detectado el conjunto de ambas técnicas en la misma figura.